# کلبه تب‌دار (فیلم ۲۰۱۶)
کلبه تب‌دار (به انگلیسی: Cabin Fever) یک فیلم ترسناک آمریکایی محصول سال ۲۰۱۶ به کارگردانی تراویس زاریونی (با نام مستعار تراویس زد) و نویسندگی الی راث است. این فیلم بازسازی فیلم کلبه تب‌دار (۲۰۰۲) و چهارمین قسمت از مجموعه کلبه تب‌دار محسوب می‌شود. در این فیلم ساموئل دیویس، گیج گولایتلی، متیو داداریو، نادین کراکر و داستین اینگرام ایفای نقش می‌کنند. این فیلم در ۱۲ فوریه ۲۰۱۶ منتشر شد. الی راث، نویسنده و کارگردان فیلم اصلی، به عنوان نویسنده و تهیه‌کننده اجرایی در این فیلم نقش دارد.

## داستان
پنج نفر از دوستان صمیمی تصمیم می‌گیرند که در یک کلبه به مدت چند روز استراحت کنند ولی متوجه می‌شوند که در این کلبه، به نوعی ویروس کشنده مبتلا شده‌اند که ممکن است صدمات جبران ناپذیری را بر آنها وارد نماید.